# Eakles Mill
Eakles Mill es un lugar designado por el censo ubicado en el condado de Washington en el estado estadounidense de Maryland. En el Censo de 2010 tenía una población de 27 habitantes y una densidad poblacional de 122,64 personas por km².

## Geografía
Eakles Mill se encuentra ubicado en las coordenadas 39°28′1″N 77°41′10″O / 39.46694, -77.68611. Según la Oficina del Censo de los Estados Unidos, Eakles Mill tiene una superficie total de 0.22 km², de la cual 0.22 km² corresponden a tierra firme y (0%) 0 km² es agua.

## Demografía
Según el censo de 2010, había 27 personas residiendo en Eakles Mill. La densidad de población era de 122,64 hab./km². De los 27 habitantes, Eakles Mill estaba compuesto por el 100% blancos, el 0% eran afroamericanos, el 0% eran amerindios, el 0% eran asiáticos, el 0% eran isleños del Pacífico, el 0% eran de otras razas y el 0% pertenecían a dos o más razas. Del total de la población el 0% eran hispanos o latinos de cualquier raza.